# 2829 Bobhope
Bobhope (asteroide 2829) é um asteroide da cintura principal com um diâmetro de 38,25 quilómetros, a 2,4870729 UA. Possui uma excentricidade de 0,193347 e um período orbital de 1 977,42 dias (5,42 anos).
Bobhope tem uma velocidade orbital média de 16,96257798 km/s e uma inclinação de 14,32641º.
Este asteroide foi descoberto em 9 de agosto de 1948 por Ernest Johnson.